# Cyrtisiopsis melleus
Cyrtisiopsis melleus är en tvåvingeart som först beskrevs av Friedrich Hermann Loew 1856.  Cyrtisiopsis melleus ingår i släktet Cyrtisiopsis och familjen svävflugor. Inga underarter finns listade i Catalogue of Life.